# Krananda vitraria
Krananda vitraria är en fjärilsart som beskrevs av Felder 1874. Krananda vitraria ingår i släktet Krananda och familjen mätare. Inga underarter finns listade i Catalogue of Life.

## Bildgalleri

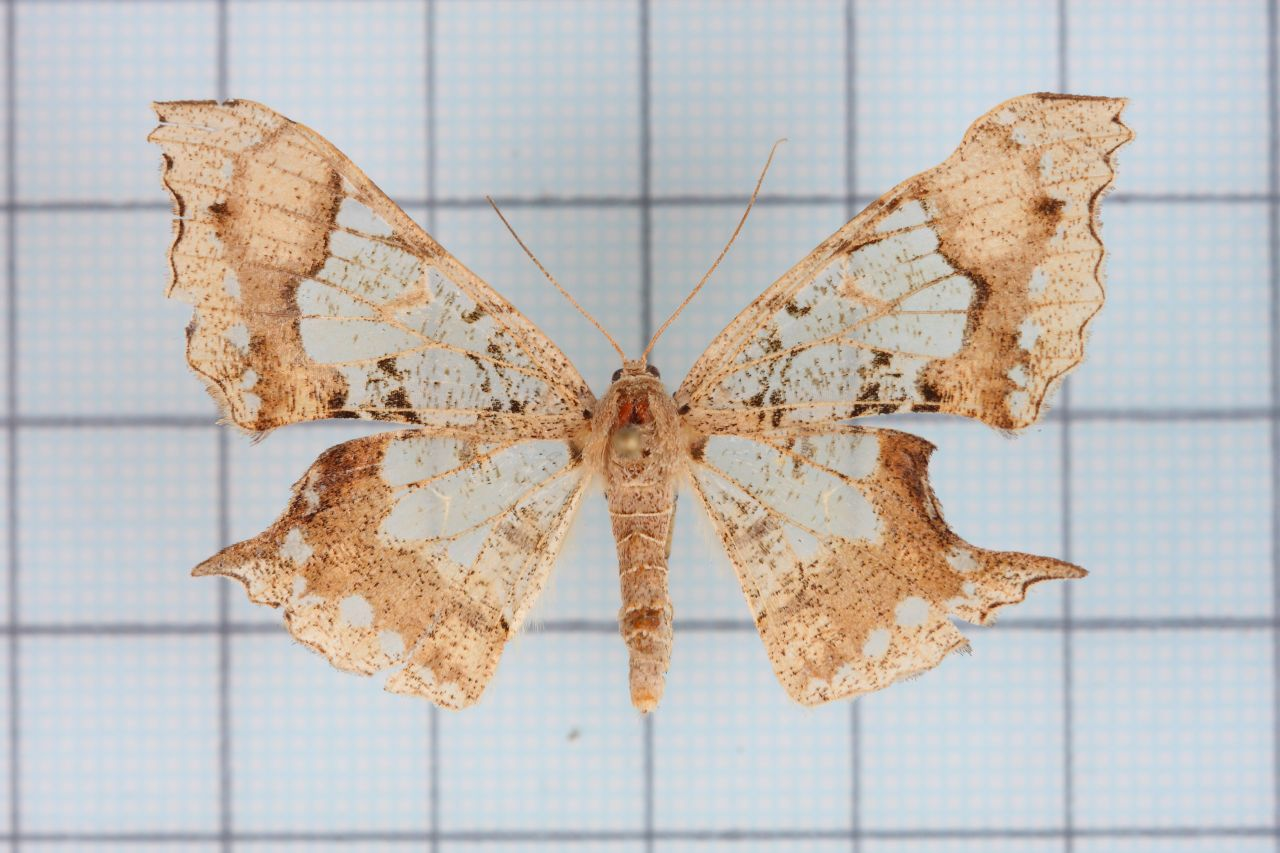
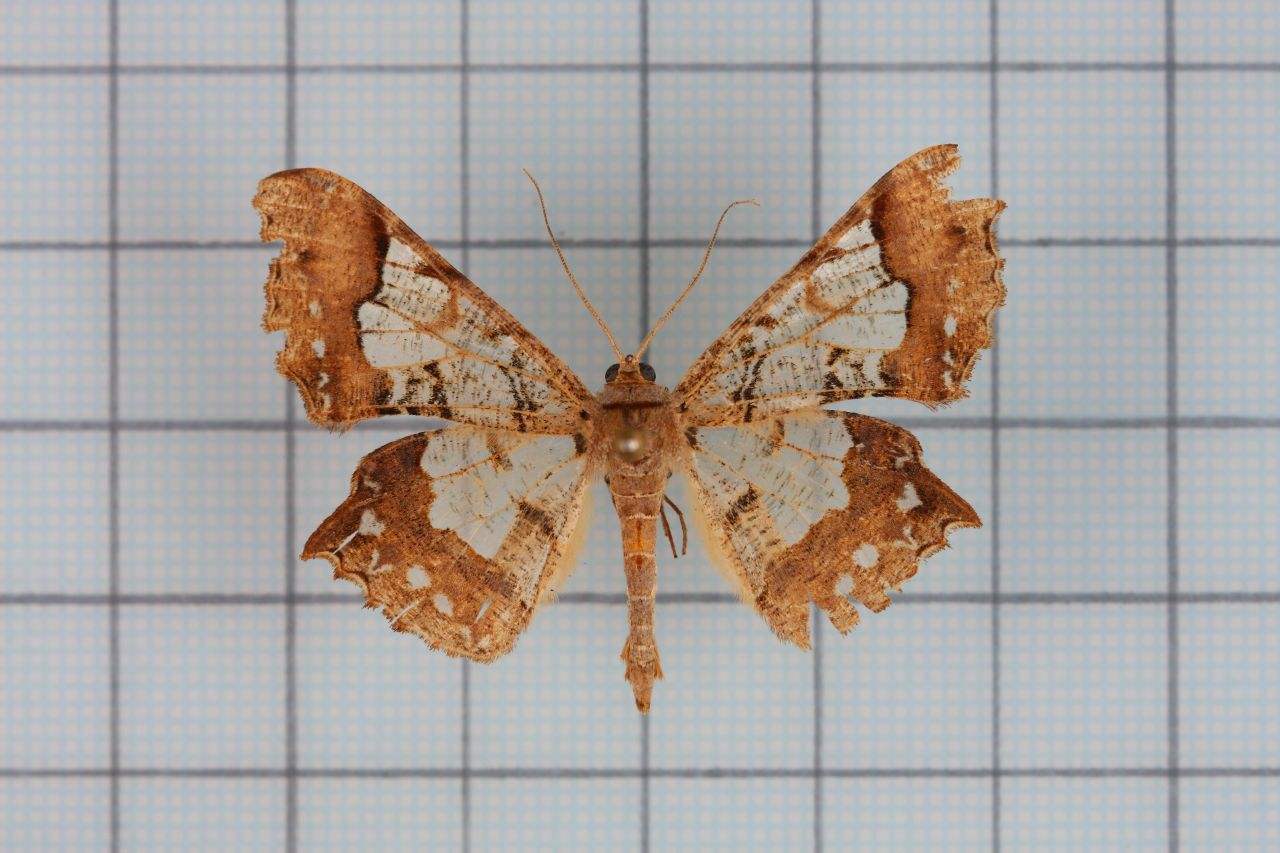